# Parafia Matki Bożej Częstochowskiej w Radomiu
Parafia Matki Bożej Częstochowskiej w Radomiu – parafia rzymskokatolicka, mieszcząca się w Radomiu, należąca do dekanatu Radom-Zachód w diecezji radomskiej.

## Historia parafii
5 grudnia 1982 roku miało miejsce poświęcenie krzyża i placu pod przyszły kościół dla dzielnicy Kaptur w Radomiu i od tego dnia pod prowizorycznym zadaszeniem była sprawowana w niedziele msza święta. W latach 1983–1984, staraniem księdza Zdzisława Domagały, została zbudowana tymczasowa kaplica. Parafia została erygowana 1 stycznia 1987 roku przez biskupa Edwarda Materskiego. Budowę nowego kościoła, według projektu architekta Mariusza Rodaka, rozpoczął ks. Edward Poniewierski w 1998 roku. 3 maja 1999 bp Stefan Siczek poświęcił fundamenty kościoła, a 26 sierpnia 1999 bp. Edward Materski wmurował akt erekcyjny i poświęcił kamień węgielny pochodzący z fundamentów sanktuarium na Jasnej Górze, poświęcony przez Jana Pawła II 17 czerwca 1999 w Częstochowie. Pierwsza Msza św w nowym kościele była sprawowana 25 grudnia 2006 pod przewodnictwem bp. Zygmunta Zimowskiego.  

## Terytorium
Parafię zamieszkuje 5100 wiernych.
Do parafii należą wierni z Radomia mieszkający przy ulicach: Aleja Róż, Borkowskich, Bratnia, Budowlanych, Ceglana, Chłodna, Ciesielska, Czarnieckiego, Dekarska, Dobra, Dworska, Folwarczna, Gęsia, Głęboka, Gołębia, Iglasta, Instalatorów, Jałowcowa, Janowska, Kapturska, Klementyny, Kołodziejska, Konopna, Kraszewskiego, Krótka, Letniskowa, Łamana, Modra, Mokra, Murarska, Myśliwska, Niecała, Nowospacerowa, Obozowa, Okulickiego, Paska, Polna, Przodowników, Radosława, Równa, Sanocka, Sapowa, Saska, Słoneczna, Spółdzielcza, Stolarska, Trzcinowa, Wacyńska, Warneńska, Wernera, Widok, Wrzosowa, Wspólna, Zielona, Zwarta, Zwierzyniecka.

## Proboszczowie
- ks. kan. Zdzisław Domagała (1984–1996)
- ks. kan. Edward Poniewierski (1996–2001)
- ks. kan. Wiesław Lenartowicz (od 2001)